# Tak és JUJU ereje
A Tak és Juju ereje (vagy Tak és JUJU ereje) amerikai rajzfilmsorozat, amelyet a Nickelodeon számára készített Nick Jennings. A sorozat az ugyanilyen című videójáték alapján készült, így hát annak a folytatása.

## Cselekmény
A Tak és Juju ereje egy Tak nevű fiúról szól, akinek különleges képessége van: uralni tudja a Juju nevű fura teremtményeket, akik segítenek Taknak.

## Közvetítés
Amerikában a Tak és JUJU ereje 1 évadon keresztül futott 26 epizóddal. 2007. augusztus 31-től 2009. január 24-ig ment. Magyarországon 2009-ben mutatták be, itthon 2010-ig ment, amikor a Nickelodeon megújult.

## Fogadtatás
A kritikusok nem szerették túlzottan a sorozatot, ezért is szűnt meg. A kritikák nagy része a számítógépes animációt és a szereplők viselkedését támadta. A nagyközönség és a kritikusok főleg a pozitív visszajelzéseket kapott videójáték után érezték csalódásnak a sorozatot.